# 샌안토니오 램페이지
| 샌안토니오 램페이지 | |
| 콘퍼런스            | 서부 콘퍼런스 |
| 디비전              | 퍼시픽 디비전 |
| 설립연도            | 1971년 |
| 해체연도            | |
| 역사                | 타이드워터 윙스 (1971년~1972년) 버지니아 윙스 (1972년~1975년) 애디론댁 레드윙스 (1979년~1999년) 샌안토니오 램페이지 (2002년~현재) |
| 경기장              | AT&T 센터 |
| 연고지              | 텍사스주 샌안토니오 |
| 상징색              | 검정, 다크 그레이, 은, 하양 |
| 구단주              | 스퍼스 스포츠 & 엔터테인먼트 |
| 단장                | 크레이그 빌링톤 |
| 감독                | 딘 치노웨스 |
| NHL 제휴            | 콜로라도 애벌랜치 |
| ECHL 제휴           | 콜로라도 이글스 |
| 정규시즌 우승       | - |
| 콘퍼런스 우승       | - |
| 디비전 우승         | 5 (1975, 1986, 1989, 1994, 2015)                                                                                                  |
| 칼더 컵             | 4 (1981, 1986, 1989, 1992) |
| 영구 결번           | - |

샌안토니오 램페이지(San Antonio Rampage)는 미국 텍사스주 샌안토니오를 연고지로 하는 AHL의 서부 콘퍼런스 퍼시픽 디비전 소속 아이스 하키팀이다.

## 역대 홈경기장
| 샌안토니오 램페이지 |             |          |                     |                          |
| 경기장              | 사용기간    | 수용인원 | 장소                | 비고                     |
| AT&T 센터           | 2002년~현재 | 16,000명 | 텍사스주 샌안토니오 | SBC 센터 (2002년~2005년) |